# Mithraeum de Santa Maria Capua Vetere
Le mithraeum de Santa Maria Capua Vetere est un mithréum  situé dans la commune de Santa Maria Capua Vetere (l'ancienne cité antique de Capoue), province de Caserte en Campanie),.
Il est situé à proximité de l'amphithéâtre de Capoue et du musée archéologique de l'antique Capoue. Le mithraeum a été découvert accidentellement en 1922, lors de fouilles pour la construction d'un bâtiment.

## Historique
Capoue, qui abrite le célèbre amphithéâtre campanien, a vu se répandre le culte de Mithra pendant la domination romaine, peut-être provoqué par les gladiateurs orientaux habituellement liés à ce culte. On pense que la construction du mithraeum remonte au IIe siècle.

## Description

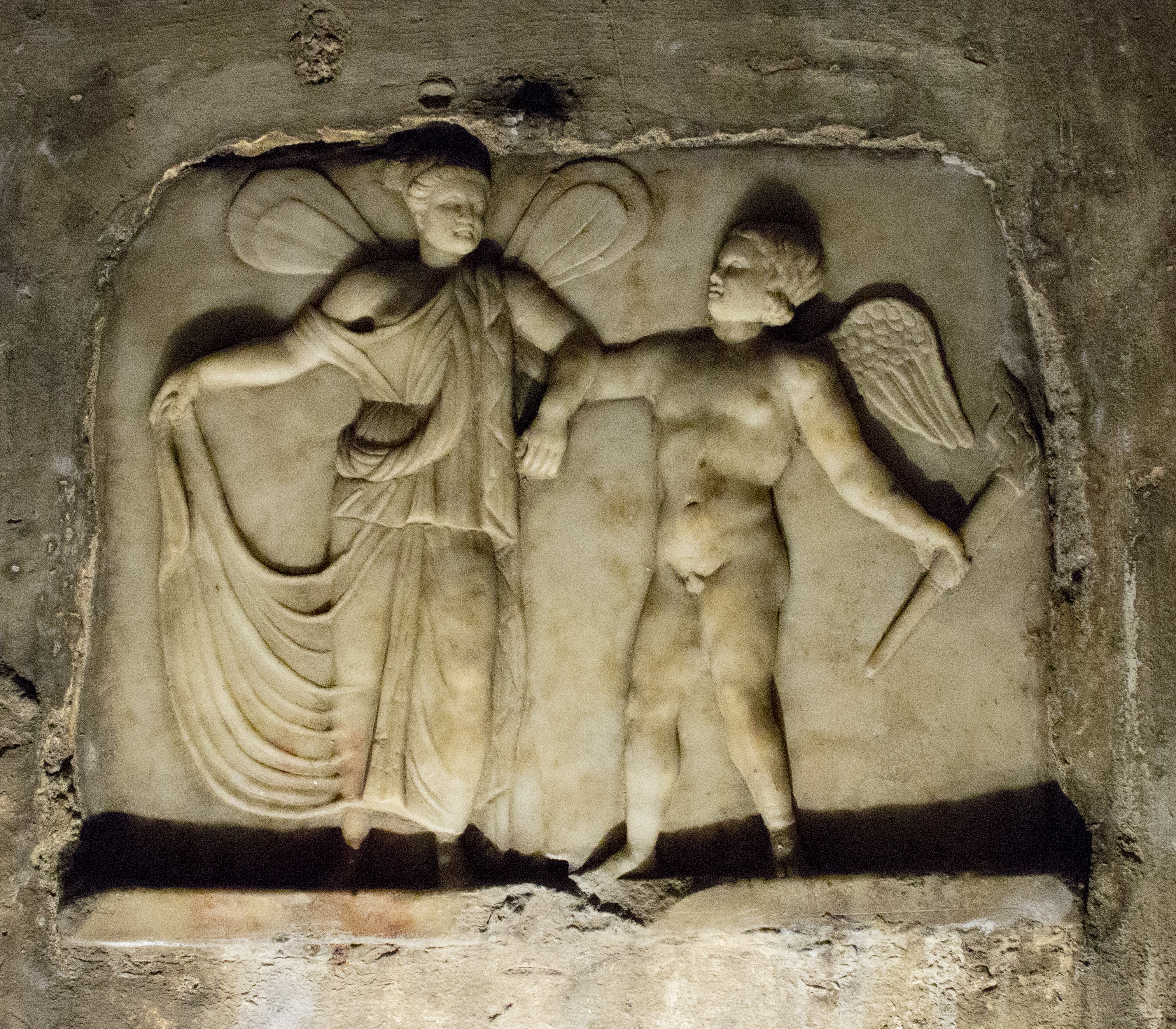
Bas-relief avec Cupidon et Psyché.

La structure souterraine est accessible par une volée d'escaliers menant à un couloir étroit qui servait d'antichambre. A droite, à travers une arche, se trouve une salle de préparation (apparitorium) pour les participants. Sur la gauche, cependant, se trouve le mithraeum proprement dit, constitué d'une chambre rectangulaire d'environ 12 m de long et 3 m de large, avec une voûte en berceau et des lucarnes. Le long de la structure se trouvent des sièges pour les adeptes qui ont participé aux rites. Au fond se trouve un autel avec la Tauroctonie derrière. Le long du mur oriental se trouve une lunette représentant la Lune sur un char tandis que sur le mur sud se trouve un bas-relief en marbre représentant Cupidon et Psyché.

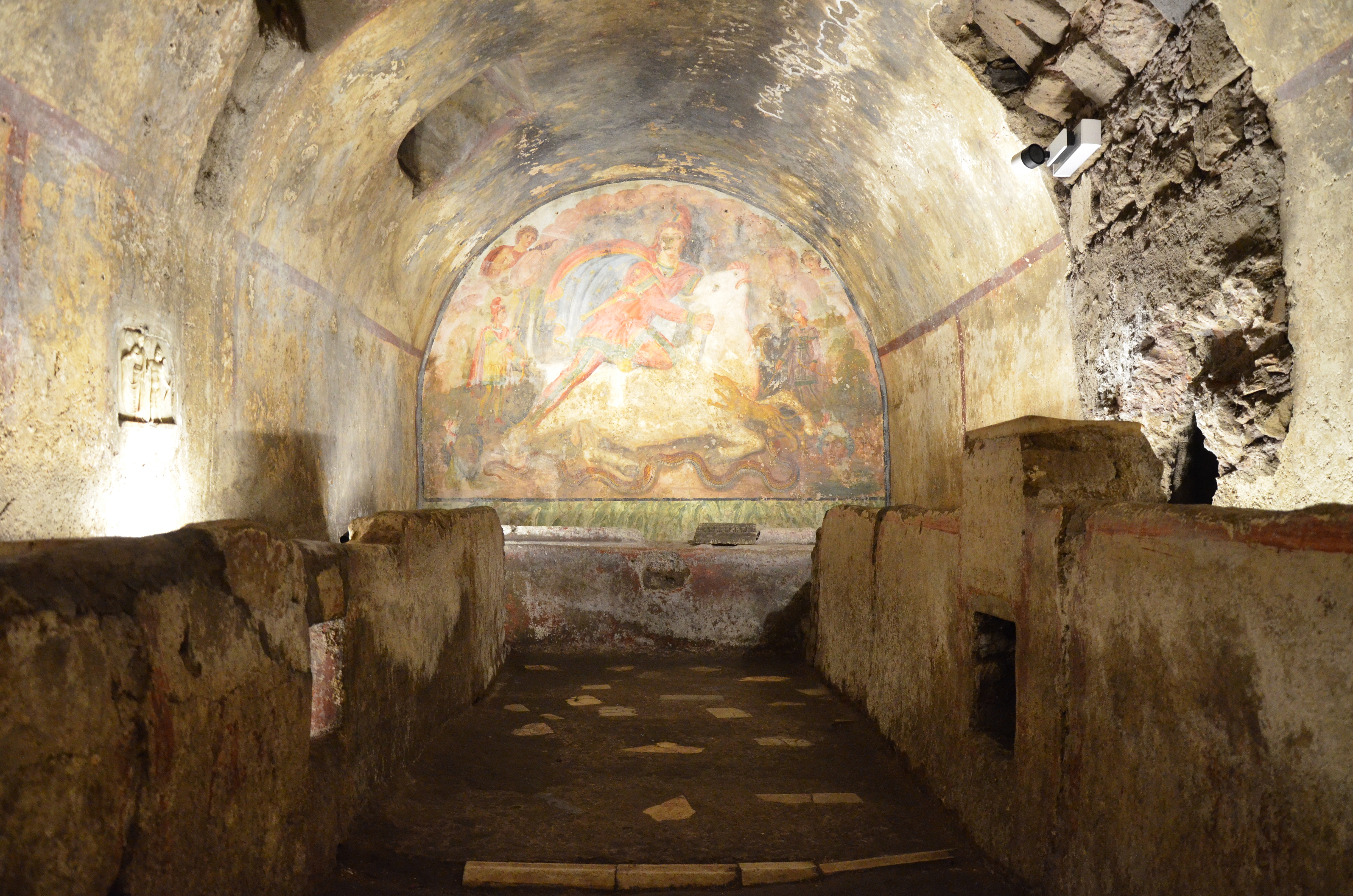
Le mithréum.

À l'origine, toute la pièce était entourée de peintures murales représentant les rites d'initiation des adeptes du culte du dieu Mithra, mais aujourd'hui, il ne reste presque plus rien de ces peintures. La voûte en berceau est peinte sur fond jaune de nombreuses étoiles vertes et rouges au centre desquelles se trouve une pâte de verre brillante qui reproduisait probablement l'image d'un ciel étoilé à la lumière des torches des fidèles.

## La Tauroctonie
La fresque la plus importante est la représentation de la Tauroctonie sur le mur central. Sur un fond rocheux, le dieu Mithra plonge un poignard dans le cou du taureau. Le dieu porte le bonnet phrygien et une robe rouge bordée de vert avec un grand manteau flottant, rouge à l'extérieur et bleu à l'intérieur.
En haut à gauche se trouve le dieu Soleil qui observe la scène et par l'intermédiaire d'un corbeau placé devant lui commande à Mithra de réaliser l'exploit. En haut à droite se trouve la déesse Luna. Sur les côtés se trouvent les deux Dadofori, c'est-à-dire les porteurs du flambeau : Cautès, à gauche avec le flambeau levé, symbole de la victoire de la lumière sur les ténèbres et c'est-à-dire du jour sur la nuit (l'équinoxe du printemps) et à droite Cautopatès, avec le flambeau baissé et donc la victoire de la nuit sur le jour (l'équinoxe d'automne). Ci-dessous se trouvent trois animaux qui aident Mithra : le chien, le scorpion et le serpent. Enfin, deux visages barbus qui émergent du sol et représentent le « Genius Loci », c'est-à-dire les esprits protecteurs du lieu.
Dans le mithraeum, d'étranges signes ont été découverts sur les murs, que les archéologues n'ont pas encore pu déchiffrer.

## Galerie

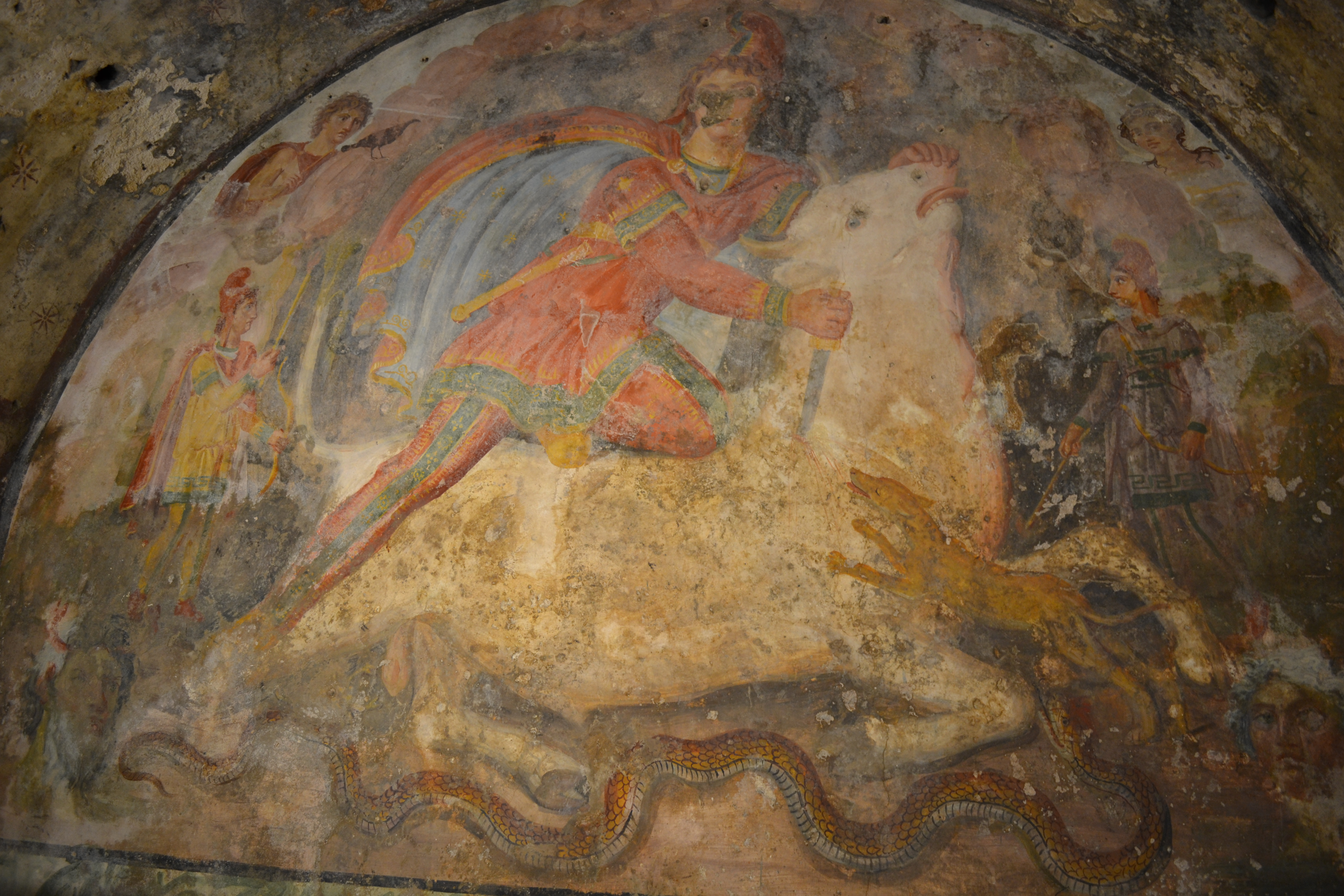
Tauroctonie.
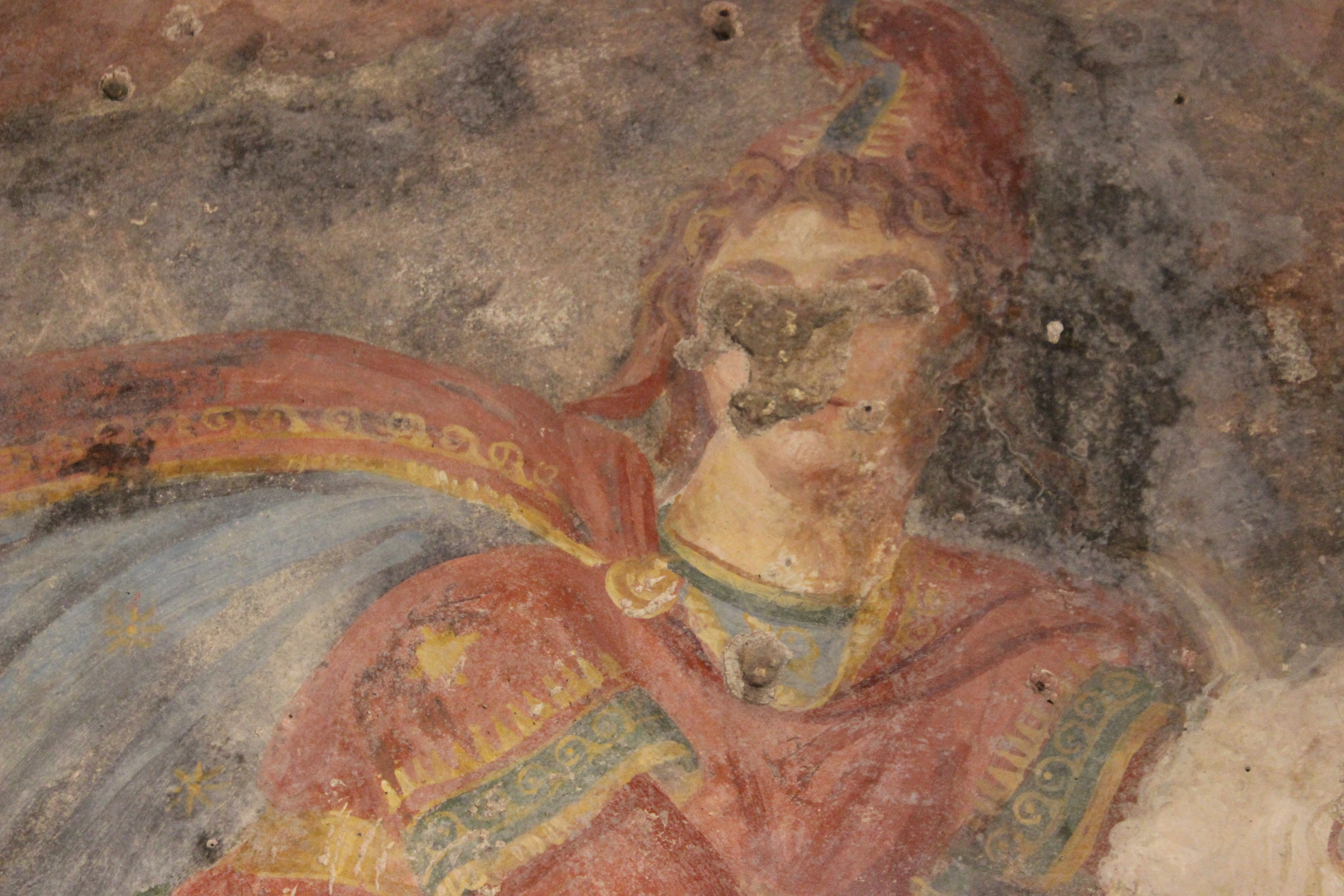
Détail du dieu Mithra.
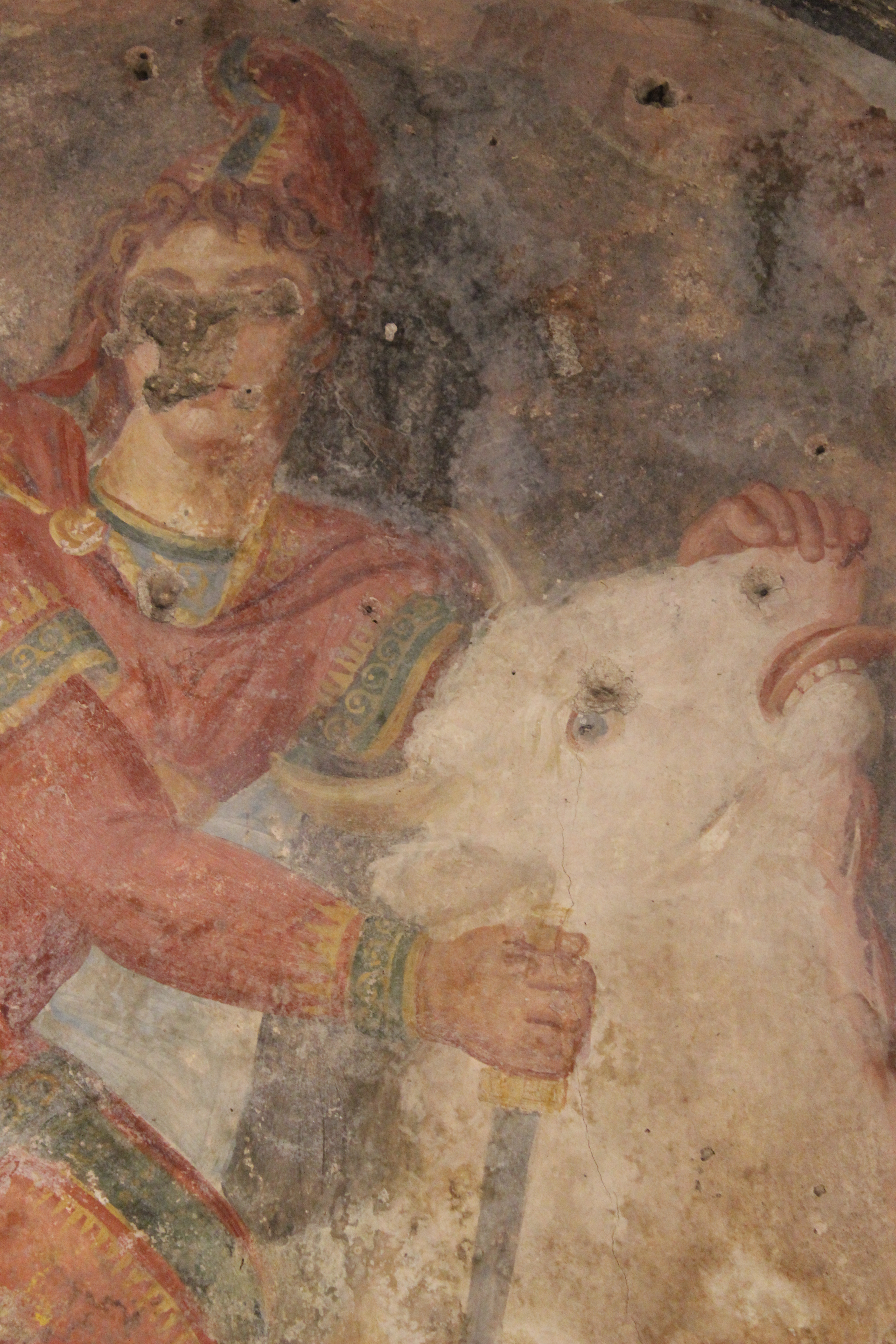
Détail du taureau blanc.
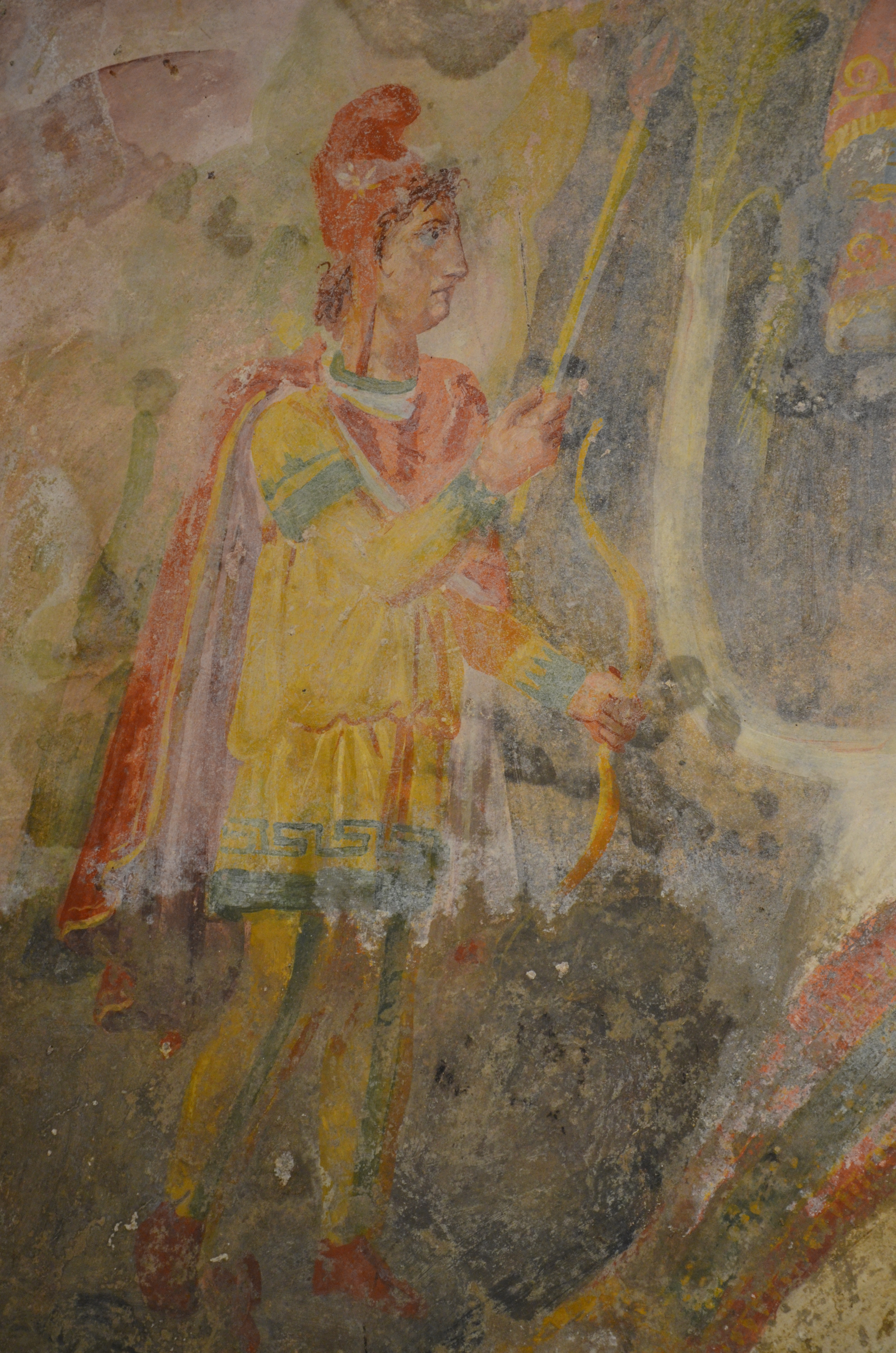
Détail du dadoforo Cautès.
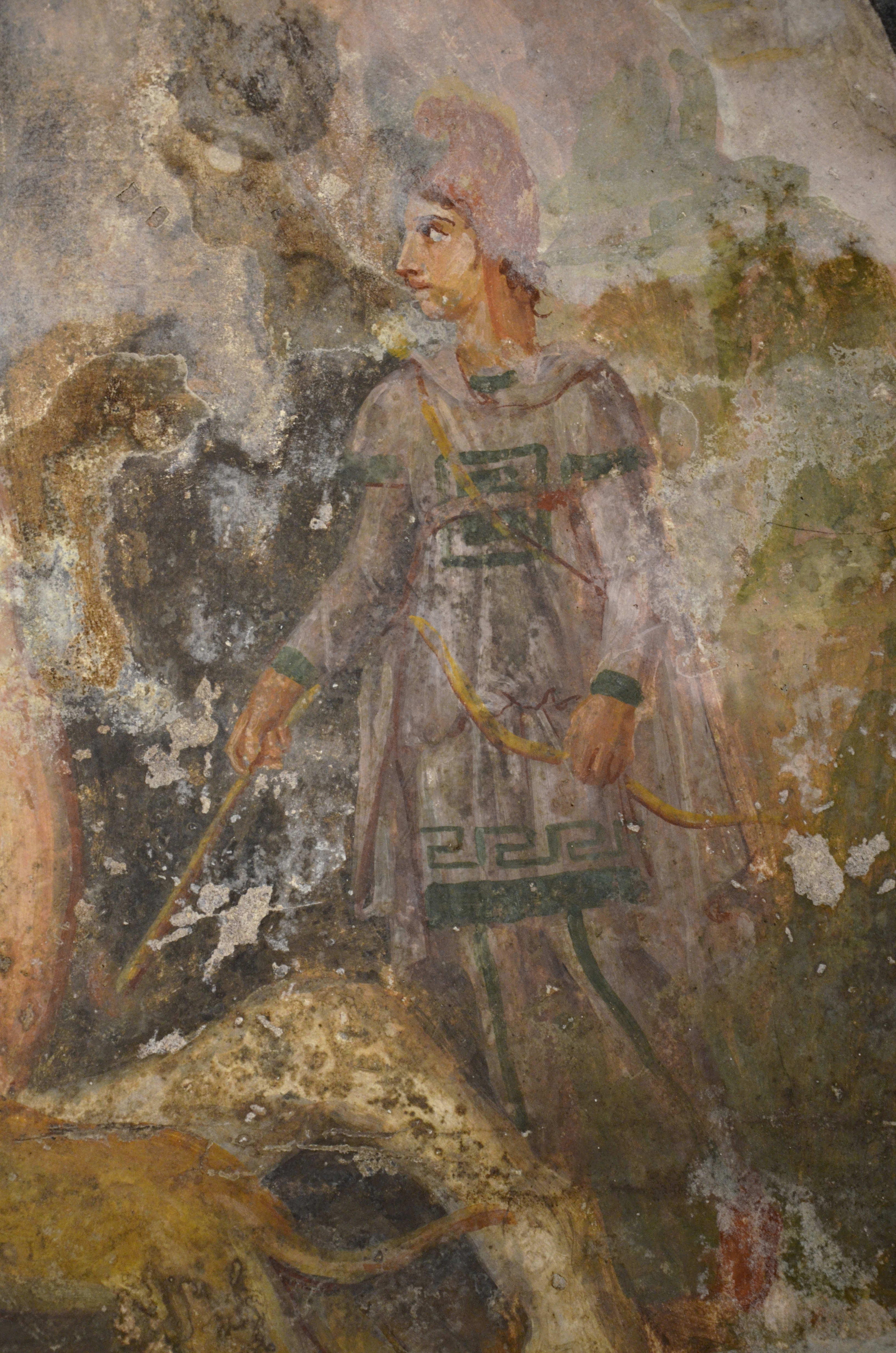
Détail du dadoforo Cautopatès.